# Gaetano Fuardo
Gaetano Fuardo (Piazza Armerina, 8 settembre 1878 – Roma, 29 ottobre 1962) è stato un ingegnere e inventore italiano.

## Biografia
Figlio di Ferdinando e di Maria Grazia Turino.
Alla morte dei genitori, continuò gli studi grazie a un lascito di uno zio. Si laureò a Milano in ingegneria chimica. Sposò Gerli Clelia Anna che morì a causa di un tumore pochi anni dopo.
Durante la prima guerra mondiale fu ufficiale di fanteria.
Nel 1920 emigrò in Francia dove un'industria si era offerta di permettergli di continuare gli studi sulla benzina solida che aveva intrapreso negli anni precedenti.

## La benzina "F"
Nel 1935, a Parigi, Fuardo presentò una propria formula per la produzione di una benzina ininfiammabile solida ribattezzata benzina "F" (dall'iniziale del suo cognome), ottenuta con un procedimento simile ma qualitativamente inferiore a quello già precedentemente sviluppato dal chimico francese Jean Pathus-Labour con il nome di Carbourolithe, solidificando una emulsione di benzina, acqua, alginato derivato dalle alghe e cloruro di calcio. In ambedue i casi la benzina solidificata veniva riconvertita allo stato liquido meccanicamente, con l'utilizzo di una pressa a rulli, della quale Fuardo brevettò un proprio modello.
Nelle parole di Fuardo:
(Gaetano Fuardo in una intervista concessa diversi anni dopo)
Tuttavia il prodotto, seppure più sicuro nella fase di trasporto, aveva degli evidenti limiti pratici nell'ingombro, molto superiore a quello della benzina liquida, e nel maggior peso, oltre alla macchinosità della estrazione della benzina liquida che oltretutto, essendo mista ad una notevole quantità di acqua, richiedeva una ulteriore fase di separazione prima di essere utilizzabile.  Per questo motivo né il metodo Pathus-Labour né il metodo Fuardo furono considerati di utilità pratica in ambito civile e non ebbero seguito. In ambito militare vi fu un breve interesse per il prodotto durante il periodo bellico, che vide coinvolti anche diversi servizi segreti, ed una singola applicazione operativa durante la Guerra d'Indocina, quando venne utilizzato per rifornire di benzina la guarnigione francese assediata a Ðiện Biên Phủ tramite aviolanci con paracadute, nei quali la benzina solida, confezionata in semplici sacchi, permetteva di evitare le frequenti rotture cui erano soggette le taniche metalliche di benzina liquida al momento dell'atterraggio. Superata questa singola ed infrequente esigenza operativa con lo sviluppo dell'elitrasporto, anche in ambito militare la benzina solida non ebbe più alcun seguito.

## Il rapimento da parte del S.I.M.
Nel 1935 si trasferì a Londra, ma nel 1937 quando l'Inghilterra gli offrì un contratto per la cessione esclusiva del suo brevetto non accettò e preferì ritornare in Italia.
Fece quindi domanda per lasciare l'Inghilterra ma il permesso non gli fu accordato. Pertanto il Servizio Informazioni Militare italiano avvertito dall'addetto italiano presso l'ambasciata Bruto Brivonesi organizzò il rapimento dello scienziato. Fuardo fu prelevato di sera e portato nei Paesi Bassi. Poi in Germania dove fu fermato dalle autorità locali. Qui dopo aver preventivamente ottenuto l'autorizzazione del Governo italiano accettò di lavorare. Uno stabilimento apposito fu costruito nella regione della Vestfalia.

## La seconda guerra mondiale
Dopo lunghi studi nel settembre 1944 incominciò la produzione del carburante per usi bellici con alcuni quintali di materiale, ma la fabbrica fu individuata dai servizi segreti inglesi e rasa al suolo dai bombardamenti.
In seguito gli americani, servendosi dei documenti trafugati dalle loro truppe, costruirono poi due impianti che furono chiusi nel 1952.

## Il dopoguerra
Il 17 giugno 1952 stipulò un accordo con il Governo francese che prevedeva la produzione di ingenti quantitativi di benzina solida. La Francia, impegnata nella Guerra d'Indocina necessitava di rifornire le proprie truppe assediate di benzina. Lo stesso giorno Fuardo fu gettato a terra da sconosciuti e derubato di parte della propria documentazione, fu inoltre ricoverato in ospedale con una frattura al femore destro.
Dopo dei test effettuati presso Parigi il primo carico di carburante fu paracadutato su Dien Bien Phu nell'aprile 1954. A causa di ritardi nelle forniture, la Francia sospese il contratto.
Morì in miseria all'ospedale San Camillo di Roma il 29 ottobre 1962.

## Interrogazione parlamentare
Nel 2008 l'eurodeputato Sebastiano Musumeci deposita un'interrogazione al Parlamento Europeo per promuovere uno studio sulla benzina ininfiammabile di Fuardo, ricevendo una risposta negativa.